# Party raiding
Con la locuzione di lingua inglese "party raiding" (scorreria partitica) si intende una tattica sorta nella politica degli Stati Uniti d'America consistente nella partecipazione di un consistente numero di militanti di un partito al voto per le elezioni primarie di un altro partito, con lo scopo di influenzarne l'esito secondo interessi ritenuti favorevoli al primo e sfavorevoli al secondo partito. Normalmente, tale tattica si applica durante le primarie che, condotte via via nei vari Stati federati, servono a designare il candidato di un partito alla presidenza degli Stati Uniti.
In tal caso, il party raiding si prefigge di ottenere la vittoria di un candidato ritenuto più "debole" da parte di chi applica la tattica (con lo scopo finale di sconfiggerlo più facilmente alle elezioni presidenziali), oppure quello di prolungare e approfondire divisioni tra due o più contendenti nella corsa verso la nomina finale a candidato presidenziale e nel partito, mantenendo così più a lungo in gioco candidati che un voto genuino dei soli elettori del partito oggetto della scorreria avrebbe probabilmente eliminato dalla corsa.
Il party raiding può essere applicato solo nel caso in cui si abbiano elezioni primarie aperte, laddove cioè non sia previsto un insieme di regole volte a definire il corpo elettorale (tramite registrazione, iscrizione ecc.) con congruo anticipo rispetto alla data del voto. 
In Texas, ad esempio, vigono primarie aperte (sebbene lo stesso elettore non possa votare sia alle primarie di un partito, sia a quelle di un altro), mentre nel vicino Stato dell'Oklahoma vigono le primarie chiuse (sebbene, a sola discrezione del segretario di un partito dello Stato, il voto possa essere aperto anche a cittadini che non si siano precedentemente iscritti per parteciparvi).
Un notevole esempio di tentato party raiding fu rappresentato dalla cosiddetta "Operazione Caos" ai danni delle primarie presidenziali del Partito Democratico nel 2008, quando Rush Limbaugh incoraggiò gli elettori del Partito Repubblicano a votare per Hillary Clinton, al preciso scopo di indebolire politicamente Barack Obama. Un altro caso è occorso nel 2012, quando in occasione delle primarie del Partito Repubblicano, gli elettori democratici dello Stato del Michigan parteciparono votando per Rick Santorum (il candidato più debole), al fine di sabotare la campagna del principale candidato repubblicano alle presidenziali, Mitt Romney.